# Барейт, Эрика
Эрика́ Баре́йт (фр. Ericka Bareigts), урождённая Поль Эрика́ Куде́р (фр. Paule Ericka Couderc; род. 16 апреля 1967, Сен-Дени) — французский политический и государственный деятель, министр заморских территорий (2016—2017 годы).

## Биография

### Ранние годы
Родилась 16 апреля 1967 года в Сен-Дени на Реюньоне, мать занималась торговлей, отец — преподаватель. В истории семьи Эрики Барейт оставили след потомки рабов и переселенцев из Европы, Африки и Индии. Окончила лицей в Сен-Дени, в 1986 году получила в университете Реюньона, где изучала право, диплом об общем университетском образовании (DEUG). Окончила магистратуру в университете Париж 1 Пантеон-Сорбонна, специализируясь в международном праве, год училась по студенческому обмену в Лондоне, в 1992 году получила в университете Реюньона диплом о специальном образовании (DESS) в области права.

### Политическая карьера
Проявив политическую активность ещё в лицее, в 1992 году вступила в Социалистическую партию, занимала различные должности в её реюньонском отделении, в 2014 году вошла в Национальный секретариат партии, где отвечала за проблемы заморских территорий Франции. В 1992 году выдержала конкурс и была допущена к юридической практике. Создала юридическую службу регионального совета Реюньона и возглавляла её с 1992 по 1998 год. С 1998 по 2004 год отвечала за вопросы социальной защиты в генеральном совете Реюньона. С 2004 по 2008 год входила в социалистическую фракцию генерального совета, занимаясь мониторингом работы депутатов.
В 2008 году избрана в муниципальный совет Сен-Дени, курировала вопросы образования, культуры и спорта. В июле 2008 года стала первой женщиной, возглавившей межкоммунальное сообщество Север Реюньона (CINOR), в 2010 году избрана в региональный совет. В 2012 году избрана в Национальное собрание Франции от 1-го избирательного округа Реюньона.
11 февраля 2016 года назначена статс-секретарём по вопросам равенства во втором правительстве Мануэля Вальса и 12 марта 2016 года отказалась от депутатского мандата на время работы в правительстве.

### Министр заморских территорий
30 августа 2016 года министр заморских территорий Франции в том же правительстве Жорж По-Ланжевен неожиданно для всех ушла в отставку, и её портфель получила Эрика Барейт.
6 декабря 2016 года после отставки Вальса было сформировано правительство Казнёва, в котором Барейт сохранила прежнюю должность.
25 марта 2017 года Союз гвианских трудящихся проголосовал за объявление 27 марта всеобщей забастовки в Гвиане с требованием принять кардинальные меры к решению проблем заморского департамента в области безопасности, здравоохранения, образования и экономики. Для разрешения конфликта была создана межведомственная комиссия, в состав которой вошла Эрика Барейт.
2 апреля 2017 года Барейт вернулась в Париж из Гвианы, не сумев достигнуть соглашения (правительственная комиссия предложила материальную помощь в объёме 1,085 млрд евро, но один из профсоюзов (collectif Pou Lagwiyann dékolé) отверг это предложение, потребовав увеличить его на 2,5 млрд.
5 апреля правительство одобрило чрезвычайную программу инвестиций в инфраструктуру заморского департамента в объёме 1,86 млрд евро (в том числе на строительство здания суда в Кайенне и тюрьмы в Сен-Лоран-дю-Марони, а также усиление полиции и жандармерии), а 21 апреля, за два дня до первого тура президентских выборов во Франции, достигнуто соглашение властей с лидерами протестов о выделении из бюджета дополнительно 2,1 млрд евро.
17 мая 2017 года сформировано правительство Эдуара Филиппа, в котором портфель министра заморских территорий достался Анник Жирарден, а Барейт не получила никакого назначения.

### Вне правительства
18 июня 2017 года победила во втором туре парламентских выборов в своём прежнем округе с результатом 65,83 % (в первом туре её показатель оказался лучшим среди социалистов — 47,23 %).
8 июля 2017 года Национальный совет Социалистической партии в связи с отставкой первого секретаря Жана-Кристофа Камбаделиса после поражений социалистов на президентских и парламентских выборах принял решение об учреждении коллективного руководства из 28 человек, в число которых вошла Эрика Барейт. Однако, уже на следующий день Барейт опровергла информацию о своём участии в коллективном руководстве Соцпартии, назвав её следствием «технической ошибки», и заявила о намерении сосредоточиться на работе в качестве официального представителя социалистической фракции «новых левых» (Nouvelle Gauche) в Национальном собрании, а также в Комиссии по социальным проблемам и в своём избирательном округе в Реюньоне.
4 июля 2020 года голосованием депутатов нового созыва муниципального совета избрана мэром крупнейшего города заморских территорий Франции, административного центра Реюньона — Сен-Дени (28 июня 2020 года во втором туре муниципальных выборов возглавляемая ей коалиция левых сил победила с результатом 58,89 % голосов правоцентристский блок председателя регионального собрания Дидье Робера).